# Edward Carr
Edward Hallett Carr (28. června 1892 – 3. listopadu 1982) byl anglický diplomat, historik, politolog a novinář. Patřil mezi nejvýznamnější představitele realismu v mezinárodních vztazích (spolu s Hansem Morgenthauem), byl kritikem idealismu v tzv. I. velké debatě mezinárodních vztahů, kde se realismus antagonisticky vyhranil vůči idealismu. V letech 1916 – 1936 působil v diplomatických službách; byl mj. členem britské delegace na Pařížské mírové konferenci. Ve 30. letech byl předním stoupencem britské politiky appeasementu vůči nacistickému Německu. Později se věnoval především výzkumu mezinárodních vztahů, historické metodologie (byl důrazným odpůrcem empirismu) a ruských dějin; je autorem čtrnáctisvazkových dějin sovětského Ruska. Počínaje 2. světovou válkou je jeho dílo ovlivněno příklonem k marxismu, kritizován byl mj. za bagatelizaci stalinského teroru ve 30. letech.

## Dílo
- Dostoevsky (1821-1881): a New Biography, New York: Houghton Mifflin, 1931.
- The Romantic Exiles: a Nineteenth Century Portrait Gallery, London: Victor Gollancz, 1933 and was also published in paperback by Penguin in 1949 and again in 1968.
- Karl Marx: a Study in Fanaticism, London: Dent, 1934.
- Michael Bakunin, London: Macmillan, 1937.
- International Relations Since the Peace Treaties, London, Macmillan, 1937
- The Twenty Years Crisis, 1919-1939: an Introduction to the Study of International Relations, London: Macmillan, 1939, revised edition, 1946.
- Conditions of Peace, London: Macmillan, 1942.
- Review of A Survey of Russian History by B.H. Summer pages 294-295 from International Affairs, Volume 20, Issue # 2, April 1944.
- Nationalism and After, London: Macmillan, 1945.
- Review of Patterns of Peacemaking by David Thomson, Ernst Mayer and Arthur Briggs page 277 from International Affairs, Volume 22, Issue # 2 March 1946.
- Review of Building Lenin’s Russia by Simon Liberman page 303 from International Affairs, Volume 22, Issue # 2, March 1946.
- The Soviet Impact on the Western World, 1946.
- A History of Soviet Russia, Collection of 14 volumes, London: Macmillan, 1950-1978. The first three titles being Bolshevik Revolution, The Interregnum and Socialism In One County.
- The New Society, London: Macmillan, 1951
- "'Russia and Europe' As A Theme of Russian History" pages 357-393 from Essays Presented to Sir Lewis Namier edited by Richard Pares and A.J.P. Taylor, New York: Books for Libraries Press, 1956, 1971, ISBN 0-8369-2010-4.
- What is History?, 1961, revised edition edited by R.W. Davies, Harmondsworth: Penguin, 1986. Česky jako Co je historie?, Praha, Svoboda 1967.
- 1917 Before and After, London: Macmillan, 1969; American edition: The October Revolution Before and After, New York: Knopf, 1969.
- The Russian Revolution: From Lenin to Stalin (1917-1929), London: Macmillan, 1979.
- From Napoleon to Stalin and Other Essays, New York: St. Martin's Press, 1980.
- The Twilight of the Comintern, 1930-1935, London: Macmillan, 1982.